# Bundestagswahlkreis Schwerin – Hagenow
Der Wahlkreis Schwerin – Hagenow war ein Bundestagswahlkreis in Mecklenburg-Vorpommern. Er umfasste das Gebiet der Stadt Schwerin und der damaligen Landkreise Schwerin und Hagenow.

## Geschichte
Der Wahlkreis wurde nach der Deutschen Wiedervereinigung für die Bundestagswahl 1990 neu gebildet und mit der Wahlkreisnummer 263 versehen.
Das Wahlkreisgebiet bestand bis zur Auflösung des Wahlkreises vor der Bundestagswahl 2002 unverändert. Es wurde schließlich auf die neu geschaffenen Wahlkreise Wismar – Nordwestmecklenburg – Parchim und Schwerin – Ludwigslust verteilt.

## Abgeordnete
Direkt gewählte Abgeordnete des Wahlkreises waren:
| Jahr | Name                | Partei | Anteil der Erststimmen |
| ---- | ------------------- | ------ | ---------------------- |
| 1998 | Hans-Joachim Hacker | SPD    | 40,4 %                 |
| 1994 | Hans-Joachim Hacker | SPD    | 35,2 %                 |
| 1990 | Wolfgang Ehlers     | CDU    | 37,3 %                 |